# Symfonietta (De Boeck)
Symfonietta is een compositie voor harmonieorkest of fanfare van de Belgische componist Marcel De Boeck.